# Raoul Sauer
Raoul Sauer, né le 19 mars 1898 à Autrecourt (Ardennes) et mort le 23 août 1972 à Remilly-Aillicourt (Ardennes), est un homme politique français. Il est sénateur communiste puis député du département de l'Aisne durant la Quatrième République.

## Biographie
Titulaire du certificat d'études primaires, ouvrier mouleur « jusqu'à la trentaine », Raoul Sauer est mobilisé en 1916 et participe à la Première Guerre mondiale. Entré dans l'administration des douanes après la guerre, il s'engage dans l'action syndicale chez les douaniers, et adhère au Parti communiste dès 1920.
Exerçant dans les Ardennes, il est muté ensuite en 1935 dans l'Aisne. Déplacé en Savoie en décembre 1939 pour son militantisme, sanctionné une seconde fois en mai 1940, il est révoqué par le régime de Vichy en septembre 1940, il participe en 1942 à la constitution d'un groupe de FTP en Auvergne, et prend ensuite la direction régionale de cette organisation de résistance.
Secrétaire du Comité de libération départemental du Puy-de-Dôme, il obtient le grade de lieutenant-colonel des FFI. Son engagement dans la Résistance lui vaut la croix de guerre et la médaille de la résistance.
Réintégré dans les Douanes, il retourne dans l'Aisne et devient un des principaux responsables communistes de ce département. Conseiller général, élu dans le canton de Guise, de 1945 à 1951, il est élu au Conseil de la République, nouveau nom du Sénat, en décembre 1946, obtenant 39,9 % des voix. Sénateur actif sur les questions douanières, mais aussi dans la défense des fonctionnaires, il n'est cependant pas réélu lors des élections sénatoriales de 1948.
En 1951, il est élu député de l'Aisne, sur la liste menée par Adrien Renard, qui obtient 33,9 % des voix. Il est réélu en 1956, mais défait lors des élections de 1958. Il s'éloigne alors de la vie politique.

## Détail des fonctions et des mandats
Mandat parlementaire
- 8 décembre 1946 - 7 novembre 1948 : Conseiller de la République de l'Aisne